# Riwaka (ville)
Pour les articles homonymes, voir Riwaka.
Riwaka est une petite localité du nord de l’île du Sud en Nouvelle-Zélande.

## Situation
Elle se trouve près de la baie de Tasman, à cinq kilomètres au nord de la ville de Motueka et près de l’embouchure de la rivière Riuwaka.

## Population
En 2006, elle avait une population de 549 habitants.